# Dorika sinuata
Dorika sinuata är en fjärilsart som beskrevs av Moore 1881. Dorika sinuata ingår i släktet Dorika och familjen nattflyn. Inga underarter finns listade i Catalogue of Life.